# Mighty Five
Les Mighty Five sont les cinq parcs nationaux que l'on trouve dans la moitié sud de l'Utah, aux États-Unis, et qui sont régulièrement promus et visités ensemble, par exemple dans le cadre d'un même road trip partant de Salt Lake City ou Las Vegas. Il s'agit du parc national des Arches, du parc national de Bryce Canyon, du parc national des Canyonlands, du parc national de Capitol Reef et du parc national de Zion, tous gérés par le National Park Service. Établis entre 1919 et 1971, ils protègent une partie non négligeable du quart nord-ouest du plateau du Colorado, région riche en arches naturelles et en canyons.

## Galerie

Balanced Rock, dans le parc national des Arches.
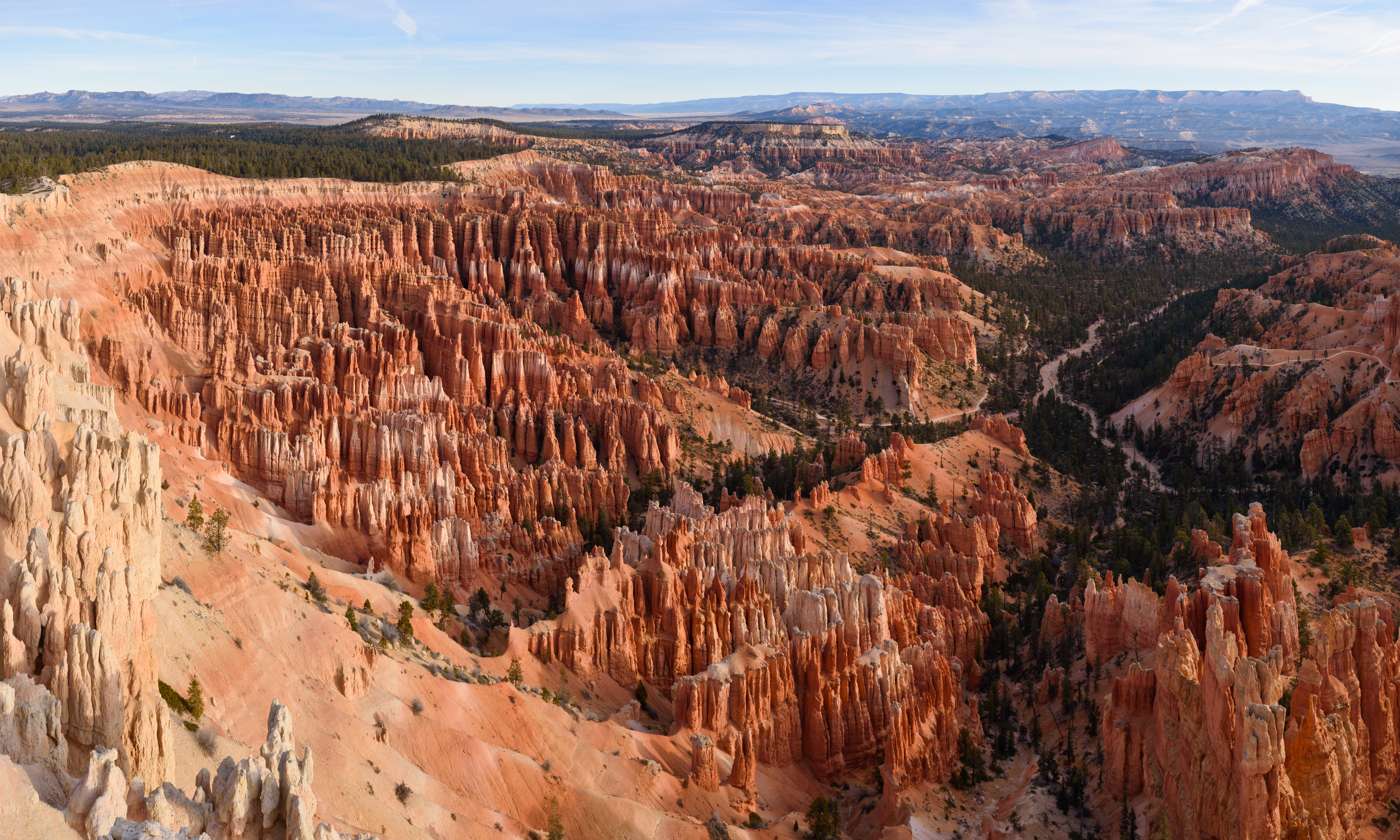
Inspiration Point, dans le parc national de Bryce Canyon.
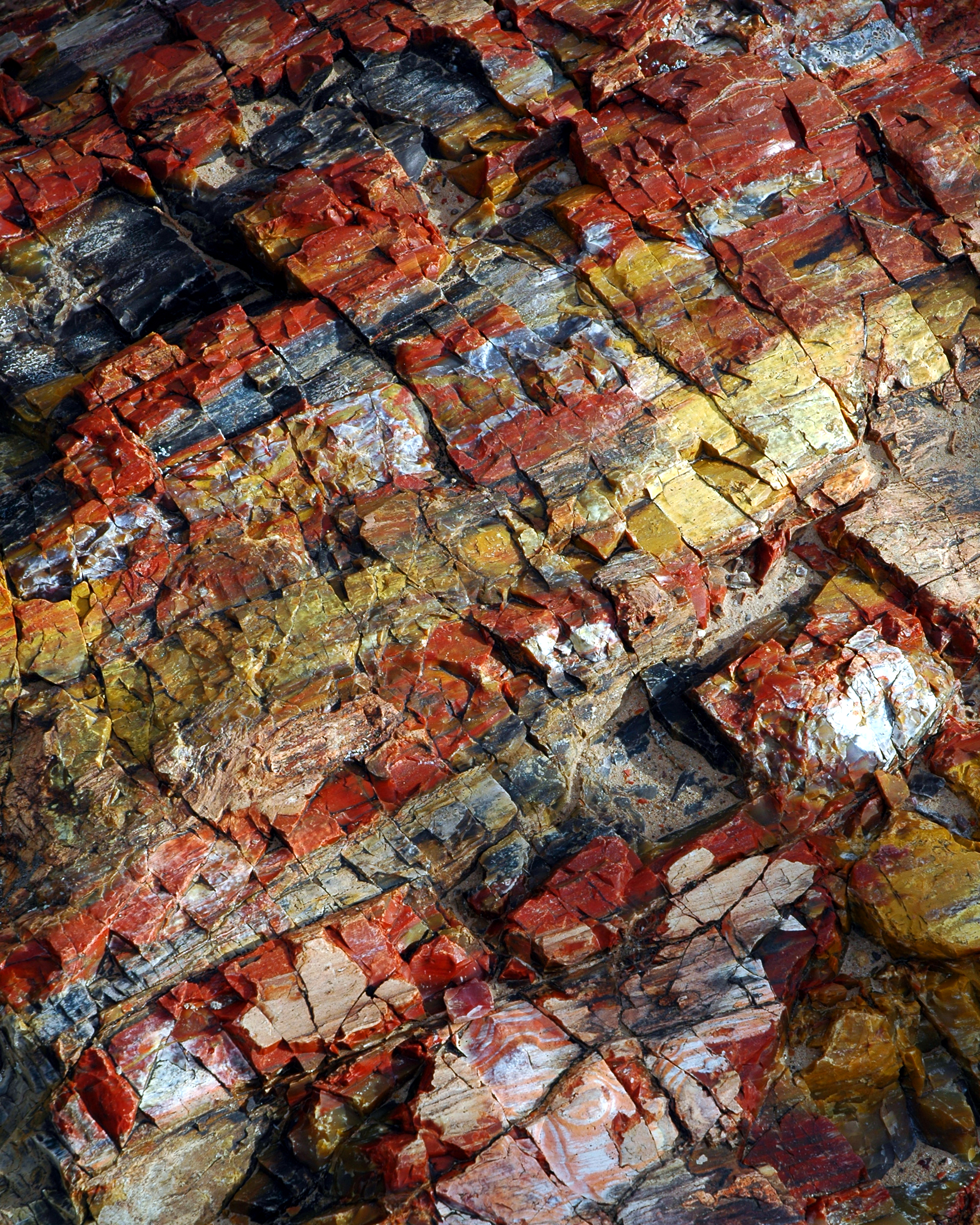
Du bois pétrifié, dans le parc national des Canyonlands.
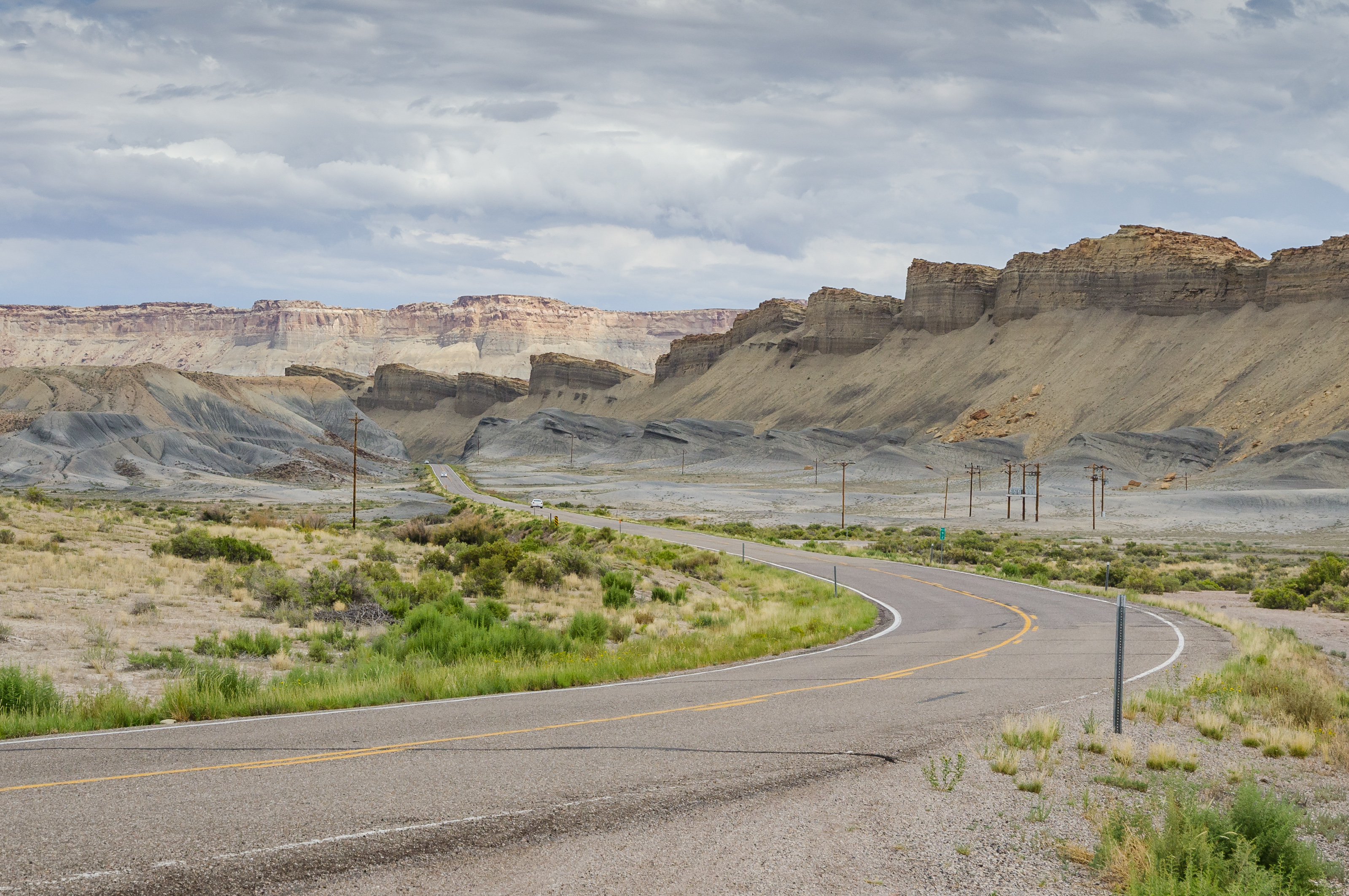
Une route, dans le parc national de Capitol Reef.
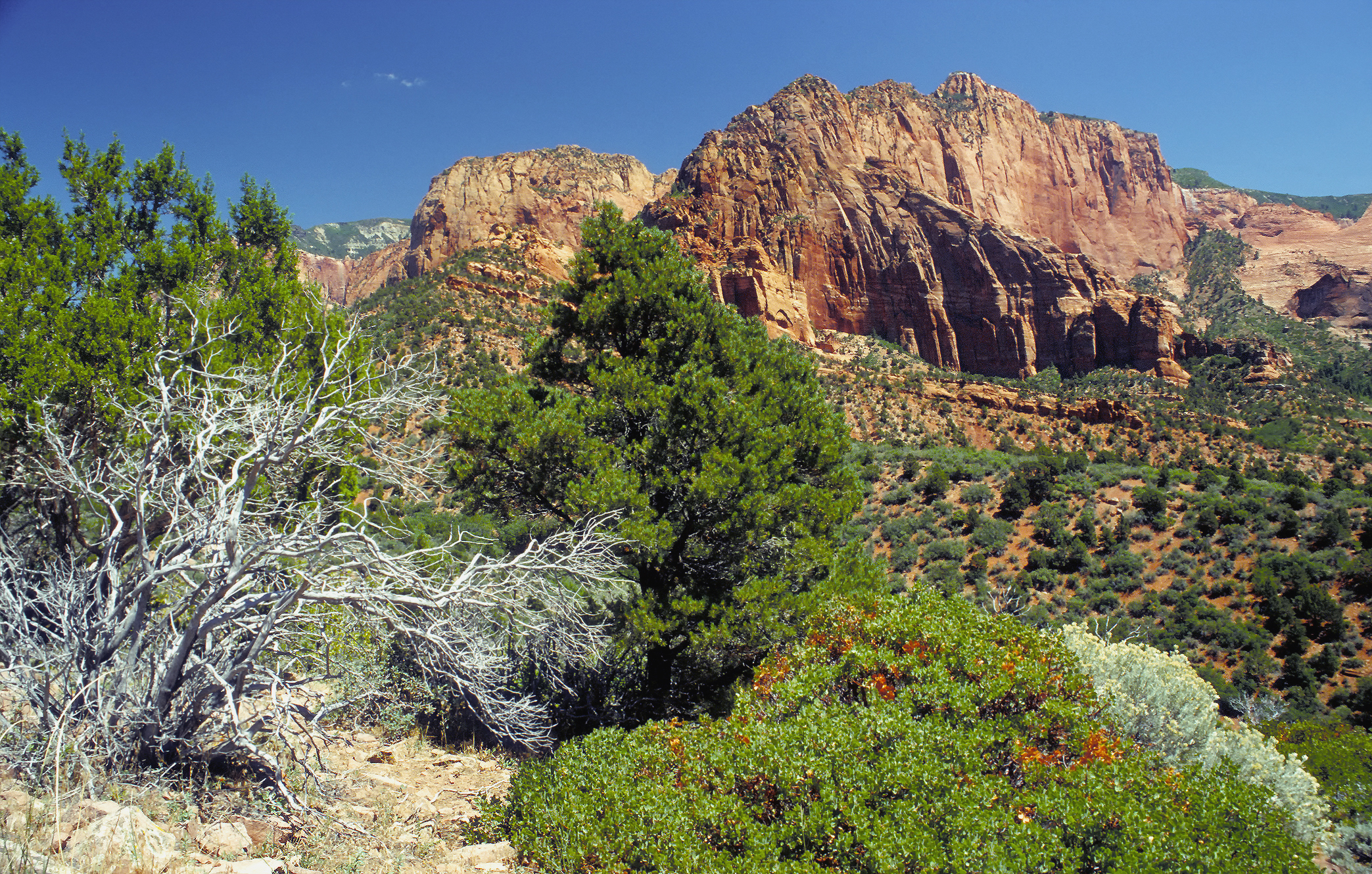
Les canyons de Kolob, dans le parc national de Zion.